# Nycirkus
Nycirkus (fra. nouveau cirque)  blev ett begrepp i Frankrike och England från mitten av 1970-talet på en föreställingsform inom den fria alternativa teatermiljön, som baserade sig på cirkusfärdigheter. Fenomenet nycirkus sprängde gränserna för den klassiska cirkusen: konventionellt, konstnärligt, kulturellt och socialt. Nycirkusen blev starten på en utveckling, som i dag har öppnat upp för att etablera cirkus som scenkonst på lika nivå med dans, teater, performance-konst och dylikt. 

## Exempel på nycirkusar
- Archaos
- Cirkity Gravikus
- Cirkus Aros
- Cirkus Cirkör
- Cirkus Elvira
- Cirkus Madigan
- Cirkus Millennium
- Cirkus Normal
- Cirkus Roman
- Cirkus Saga
- Cirque du Soleil
- Fan-Atticks
- Kollektiv Knaster[1]
- Kollektiv Vifira
- Sirqus Alfon